# NGC 6914
NGC 6914 је рефлексиона маглина у сазвежђу Лабуд која се налази на NGC листи објеката дубоког неба.
Деклинација објекта је + 42° 29' 0" а ректасцензија 20h 24m 43,0s. Привидна величина (магнитуда) објекта NGC 6914 износи 6,6. NGC 6914 је још познат и под ознакама LBN 274.